# Аль-Хасан аль-Асам
Абу Али Аль-Хасан аль-Асам ибн Ахмад ибн Бахрам аль-Джаннаби (араб. الحسن الأعصم‎, 891, эль-Хаса, Восточная Аравия — 977, Рамла, Палестина) — карматский военный и государственный деятель, полководец, командовавший вторжениями в Сирию, включая Дамаск, Египет и Палестину против Ихшидидов и Фатимидов в 968—977 годах.

## Биография

### Происхождение и ранние годы
Аль-Хасан аль-Асам родился в 891 году в эль-Хасе в Восточной Аравии в семье Ахмада ибн Абу Саида аль-Джаннаби, сына основателя эмирата. Власть единовременно принадлежала сыновьям Абу Саида, хотя младший, Абу Тахир аль-Джаннаби, был главным среди них вплоть до своей смерти в 944 году. После смерти Абу Тахира его братья продолжали коллективно удерживать власть до 970-х годов, когда они начали один за другим умирать от старости и иных причин. На этом этапе их сыновья (аль-Асам и его двоюродные братья) были допущены в правящий совет. Это означало, что, хотя аль-Асам был главным военачальником карматов в их военных походах, на самом деле власть по-прежнему принадлежала его дядям, последний из которых, Абу Якуб Юсуф, умер лишь в 977 году.

### Вторжение в Ихшидидскую Сирию
Аль-Асам впервые появляется в источниках как командующий карматскими силами в тот момент, когда они захватили Дамаск и победили эмира Ихшидидов аль-Хасана ибн Убайдаллаха ибн Тугджа в битве перед стенами его столицы Рамлы 28 октября 968 года. Город был взят и в течение двух дней подвергался разграблению, но местным жителям удалось откупиться от карматов, предложив им 125 тысяч золотых динаров. Аль-Хасан же был вынужден согласиться на выплату ежегодной дани в размере 300 тысяч динаров, чтобы сохранить контроль над Сирией.
Средневековые арабские историки, а следом за ними и нидерландский востоковед Михаэл Ян де Гуе считали, что данное нападение было частью скоординированной в Тунисе атаки на Ихшидидов и предвестником неизбежного завоевания Египта. Но при этом более современные исследования показали, что карматы не были лояльны к Фатимидам и, как становится очевидным из их поведения после победы над Ихшидидами, не были заинтересованы в завоевании и обращении сирийских территорий в свою доктрину другими властителями. Скорее это именно карматы были главной заинтересованной стороной в этом предприятии, которое сулило им богатую добычу и дань для поддержания своего бедного ресурсами государства. По этой причине карматы на протяжении десятилетий совершали набеги на более богатые регионы исламского мира. Аль-Асам впал в опалу после того, как его обвинили в хищении части добычи, захваченной во время этой кампании. Когда через два месяца карматская армия снова отправилась в Сирию, возглавляли её уже два его двоюродных брата.

### Кампании против Фатимидов
Опала длилась явно недолго, поскольку завоевание Египта фатимидским полководцем Джаухаром в 969 году и дальнейшее их наступление на территорию Сирии, которое привело к поражению захвату аль-Хасана руками другого их полководца, Джафара ибн Фаллаха в апреле 970 года заметно изменило ситуацию. Захват Египта Фатимидами означал окончание выплаты ежегодной дани, обещанной Ихшидидами, а заявленное Фатимидами намерение восстановить безопасность путей хаджа угрожало положить конец карматскому вымогательству денег у паломников. Это привело к резкому сдвигу внешней политики карматов. Ряд историков считают аль-Асама главным автором сближения течения с Аббасидами в противовес исмаилитам. При посредничестве суннитского халифа Аль-Мути Лиллаха, карматы стали «ядром» крупного антифатимидского союза, куда помимо них вошли Абу Таглиб аль-Гаданфар, правитель Мосула из шиитской династии Хамданидов, Изз ад-Даула, правитель буидской шиитской конфедерации в Иране, а также бедуинские племена Бану Килаб и Бану Укайл и остатки ихшидидской армии. Карматская армия двинулась в эль-Куфу, эр-Рахбу и Пальмиру, получая от союзников подкрепления, оружие и деньги. Когда они подошли к Дамаску, Ибн Фаллах решил сразиться с союзной армией в открытом бою, но потерпел поражение, в котором был убит.

#### Завоевание Сирии и первое вторжение в Египет
25 августа 971 года союзная армия захватила Дамаск, при этом Аль-Хасан провозгласил сюзеренитет аббасидского халифа над Сирией и заявил, что имя фатимидского халифа Аль-Муизз Лидиниллаха отныне запрещено произносить в мечетях, ибо он отныне проклят. После этой победы карматы направились к Рамле. Джаухар направил в город подкрепление, которое только что прибыло из Ифрикии, но их командир Саадат ибн Хайян отошёл в Яффу и вёл себя достаточно пассивно. 5 сентября того же года не встречая сопротивления карматы разорили Рамлу. Ободрённый этим успехом, Аль-Хасан оставил часть своих сил на осаде Яффы, а сам повёл основную армию в сердце Фатимидского халифата — Египет. Египет на тот момент остался почти беззащитным, в то время как союзная армия выросла за счёт присоединения к ней бедуинов Бану Тайи.
Аль-Хасан вошёл в район Кулзума через месяц после взятия Дамаска, но вместо того, чтобы двинуться прямо на египетскую столицу, Фустат, он отправился на север, в восточную дельту Нила. Прибрежный город Тиннис, который год назад восстал против высокого налогообложения со стороны Фатимидов, снова поднял восстание, а карматы захватили город Фарама. Месяц спустя армия Фатимидов под командованием Ярука вернула Фараму, но в течение следующих недель восстание распространилось по всей дельте, и Ярук и его люди были вынуждены отступить к Фустату. Тем не менее, обход карматов дал Джаухару время подготовить ров и стену протяженностью 10 км (6,2 мили) от Нила до холмов Мукаттам в Айн-Шамсе, к северу от Фустата. Военачальник Фатимидов призвал к оружию почти всё население Фустата и в двух ожесточенных боях 22 и 24 декабря 971 года, несмотря на тяжелые потери, сумел разбить союзную армию. Карматы прорвались сквозь их блокаду и отступили обратно в Палестину. Джаухар не преследовал их, но назначил награду за голову каждого кармата, в результате чего многие из них были убиты местными жителями при отступлении. Аль-Хасан вернулся в Аль-Ахсу, но Сирия всё же осталась под контролем карматов.

#### Второе вторжение в Египет
В 972 году Фатимиды перешли в решительное контрнаступление и сумели снять осаду Яффы. В 973 году альянс карматов и бедуинов распался из-за междоусобиц, что позволило Фатимидам снова восстановить свой контроль над Палестиной и южной Сирией. В том же году Аль-Муизз перенёс свой двор в новую столицу Египта, Каир. Оттуда халиф послал Аль-Хасану письмо, обвиняя его в отказе от дела Фатимидов, которому, как утверждал Аль-Муизз, были преданы его отец и дед. Аль-Хасан не только отверг претензии халифа, но и обнародовал манифест, подтвердив своё несогласие с Фатимидской политикой в Африке и их претензиями на господство над общиной, начав новое вторжение в Сирию и Египет. Никаких подробностей этого нападения не известно, но в течение короткого времени уже к концу 973 года, Фатимиды снова были изгнаны из Сирии и Палестины, а следующей весной карматы во второй раз вторглись в Египет.
Прибыв в Египет карматы снова нашли поддержку среди местного населения, которое было истощено высокими налогами со стороны Фатимидов. Аль-Асам занял восточную часть дельты Нила с основной армией, а меньшие силы под командованием шерифа Аху Муслима из Хасанидов обошли Каир и расположились лагерем между Асьютом и Ахмимом, изгнав фатимидских чиновников и собрав налоговые поступления Среднего Египта для карматов. Манёвр Аху Муслима был тем более опасным, что многие из ведущих шерифов перешли на его сторону. В апреле Аль-Муизз отправил в Дельту одного из своих лучших полководцев, Райана. Он разбил силы карматов у эль-Махаллы, но аль-Асам выдвинулся во главе основных сил в Бильбейс, откуда угрожал Каиру. И снова Фатимиды были вынуждены призвать к оружсё мужское население столицы, чтобы противостоять наступлению противника. 4 апреля карматский авангард атаковал позиции Фатимидов в Айн-Шамсе. Берберские отряды фатимидской армии разбили противника, но во время преследования, в свою очередь, были контратакованы карматами и понесли тяжёлые потери. Это привело к бегству одного из командиров Фатимидов, Али ибн Мухаммада аль-Хазина, из-за чего в Фустате вспыхнули беспорядки. В то же время в столицу пришло известие о том, что Аху Муслим разбил армию фатимидов у Ахмима. 12 апреля Аль-Муизз, опасаясь предательства со стороны бывших ихшидидских полководцев, которые ныне сражались в его армии, арестовал их сыновей и держал у себя в качестве заложников.
27 апреля сын аль-Муизза Абдалла повел армию Фатимидов против карматов. Они встретились на дне высохшего озера, известного как Джубб Умайра или Биркат аль-Хадж, к северу от Айн-Шамса. Аль-Асам разделил свою армию, послав своего брата аль-Ну’мана противостоять наступлению Фатимидов, в то время как сам оставался на высоте, которая доминировала над дном озера. Абдалла воспользовался этим, послав корпус, чтобы держать аль-Асама под контролем, в то время как его основные силы разбили отряд аль-Ну’мана. Затем он всеми силами атаковал аль-Асама, который был побежден и едва избежал плена. Эта победа Фатимидов положила конец вторжению. Десять тысяч берберов преследовали карматов, перекрыв им маршруты снабжения, благодаря этому до конца года отбив территории Палестины и Сирии, в то время как на юге от них Аху Муслим рассредоточил свою небольшую армию и с трудом избежал плена. Преследуемый агентами Фатимидов, он искал убежища в аль-Ахсе, но в конечном итоге был отравлен карматами, которые теперь вели переговоры о мире.

### Последние годы
Вынужденные отступить из Сирии, карматы объединились с Алптакином, тюрком-гулямом, ранее находившимся на службе у Буидов. Он вторгся в Палестину, разбил войска Фатимидов и захватил несколько городов, прежде чем повернуть на Дамаск, жители которого с энтузиазмом встретили его, когда Алптакин вошёл в город в апреле 975 года. В июле 976 года армия Фатимидов, которой вновь командовал Джаухар, появилась перед Дамаском и осадила его. Карматы отправили армию на помощь (согласно некоторым источникам, по просьбе дамаскцев, вынудив исмаилитов отступить в январе 977 года. Союзники преследовали Джаухара до Рамлы, где к ним присоединились Бану Тайи. В решающей битве на реке Яркон фатимидская армия была разбита и была вынуждена покинуть Рамлу и отступить в Аскалон. 12 марта союзная армия вошла в город.
По сообщениям большинства средневековых источников, аль-Асам уже был болен, когда армия вошла в город, и скончался через несколько дней после этого события в Рамле. Ему наследовал его брат или кузен Джафар. При этом, согласно рассказу Ибн аль-Каланиси (чью точку зрения воспроизвёл также Ибн аль-Асир), аль-Асам всё ещё был активен, когда новый халиф Фатимидов, Аль-Азиз Биллах, лично вышел на поле боя и разгромил союзников летом 978 года. Благодаря этой победе «карматская угроза» была полностью нейтрализована. Аль-Азиз дополнительно предложил карматам выплату ежегодной дани в размере 30, 20 или 70 тысяч динаров. Современные историки считают, что данные авторы всё же перепутали аль-Асама и его преемника. Так или иначе, соглашение с аль-Азизом ознаменовало конец карматского присутствия в регионе.